# Colinas del Aeropuerto
Colinas del Aeropuerto är en ort i Mexiko.   Den ligger i kommunen Pesquería och delstaten Nuevo León, i den centrala delen av landet, 700 km norr om huvudstaden Mexico City. Colinas del Aeropuerto ligger 383 meter över havet och antalet invånare är 3 774.
Terrängen runt Colinas del Aeropuerto är platt, och sluttar österut. Runt Colinas del Aeropuerto är det ganska glesbefolkat, med 30 invånare per kvadratkilometer. Närmaste större samhälle är Ciudad Apodaca, 8,8 km sydväst om Colinas del Aeropuerto. Trakten runt Colinas del Aeropuerto består i huvudsak av gräsmarker.